# Ödtalerbach
Der Ödtalerbach ist ein fast 280 Meter langer Bach im Gebiet der Gemeinde Kainach bei Voitsberg im Bezirk Voitsberg in der Weststeiermark. Er fließt im südlichen Teil der Gleinalpe, an einem vom Mandlkogel nach Südosten streichenden Ausläufer und mündet dann von links kommend in den Oswaldgrabenbach.

## Verlauf
Der Ödtalerbach entsteht auf einer Wiesenfläche an einem nach Südosten streichenden Ausläufer des Mandlkogels auf etwa 639 m ü. A. im südwestlichen Teil der Katastralgemeinde Gallmannsegg, etwa 100 Meter südöstlich eines Bauernhofes.
Der Bach fließt anfangs auf einer Wiesenfläche für etwa 20 Meter ziemlich gerade nach Südsüdosten, ehe er ein Waldgebiet erreicht. Kurz nach erreichen des Waldes schwenkt der Verlauf auf einen Südostkurs, auf dem er für etwa 200 verbleibt. Nach rund 180 Meter auf diesem Kurs verlässt der Ödtalerbach den Wald wieder. Direkt nördlich der Landesstraße L 341, der Kainacherstraße bildet der Bach einen Knick in seinem Verlauf, bleibt aber insgesamt auf seinen Kurs nach Südosten. Nach der Querung der Landesstraße fließt der Bach an einem Wohnhaus vorbei und erreicht unmittelbar danach seine Mündung. Der Ödtalerbach mündet nach fast 280 Meter langem Lauf mit einem mittleren Sohlgefälle von rund 25 ‰ etwa 68 Höhenmeter unterhalb seines Ursprungs direkt an der Grenze zwischen den beiden Katastralgemeinde Kainach und Oswaldgraben in den Oswaldgrabenbach, der danach geradeaus weiterfließt.
Auf seinem Lauf nimmt der Ödtalerbach keine anderen Wasserläufe auf.
Der Verlauf des Ödtalerbaches bildet auf einer Strecke von etwa 140 Metern die Grenze zwischen den beiden Katastralgemeinden Gallmannsegg und Oswaldgraben sowie auf einer Strecke von rund 100 Metern die Grenze zwischen den beiden Katastralgemeinden Kainach und Oswaldgraben.